# 城巴E21線
城巴E21線是香港的一條巴士路線，來往大角咀（維港灣）及航天城，途經旺角、深水埗、長沙灣、美孚、青衣西路、青嶼幹線、東涌市中心、機場後勤區、國泰城及機場客運大樓。
城巴E21C線是E21輔助路線，來往大角咀（維港灣）及飛機維修區，途經旺角、深水埗、長沙灣、美孚、國泰城及機場後勤區，但不經青衣，祇於星期一至五繁忙時間各對開一班，星期六、日及公眾假期不設服務，不設任何分段收費及轉乘優惠。
城巴E21D線是香港的一條巴士路線，是E21線的分支，起訖點與走線跟E21線相同，但繞經東涌北，不經東涌市中心。

## 歷史
- 1997年5月22日：E21線開辦，成為離島區首條來往九龍區的專利巴士路線，亦是大嶼山首兩條對外專利巴士路線之一（另一條為龍運巴士E31線），更成為城巴首條服務新界區及九龍區的專利非過海巴士路線，以及該公司首條於青衣設站的專利巴士路線，最初以東涌市中心為總站，星期六及假日部份班次繞經東涌碼頭（現稱東涌新發展碼頭），以接駁東涌至大澳渡輪。
- 1998年2月2日：因東涌至大澳渡輪停辦，不再經東涌碼頭。
- 1998年6月22日：總站遷往東涌地鐵站。
- 1999年3月28日：總站由東涌地鐵站延長至赤鱲角碼頭。
- 2001年4月2日：加設赤鱲角碼頭往赤鱲角南路的八達通分段收費及與S52提供轉乘優惠，取代S55。
- 2005年5月1日：總站由赤鱲角碼頭遷往機場（地面運輸中心）。
- 2005年12月20日：由機場（地面運輸中心）遷往機場博覽館。
- 2007年5月21日：因E21A總站由維港灣遷往愛民，加設由維港灣往旺角弼街的現金分段收費。
- 2008年7月7日：八達通分段收費由赤鱲角南路延長至順東路及修訂與S52線的轉乘優惠。
- 2009年9月20日：往維港灣方向，改經西洋菜南街，不經洗衣街。
- 2016年8月22日：E21C線開辦[1][2]。
- 2017年3月30日：往機場博覽館方向改經暢航路橋底一段暢達路前往「富豪機場酒店」分站，並取消「四號停車場」分站。
- 2017年11月3日：往機場方向的「一號及二號客運大樓」站由一號停車場外永久遷移至一號客運大樓外。
- 2017年12月15日：增設實時抵站時間查詢服務。[3]
- 2018年3月24日：增設E21線往大角咀方向及新巴701線及971線往海麗邨方向的免費轉乘優惠。[4]
- 2018年7月22日：E21線往維港灣方向，於櫻桃街銘基書院後，改經深旺道、海輝道及海帆道後返回總站，取消「浪澄灣」站，增設「帝柏海灣」、「奧運站」、「君匯港」三站。[5]
- 2018年7月23日：E21C線來回改經青衣北岸公路，不經青衣西路，取消長亨邨/長亨邨亨翠樓及青華苑各站。[6]
- 2021年8月23日：E21線07:15由機場博覽館開出之班次延遲五分鐘開出，改經東涌北而不經東涌市中心，取代E21A線東涌北的服務。[7]
- 2022年8月29日：E21線作以下重組[8]：
  - E21線經東涌北的特別班次，更改編號為E21D，並加強服務及增設回程班次，間接填補東涌北來往青衣交通服務的不足，每日往機場服務時間為14:10-00:00，每日往大角咀開出時間為05:30-13:50。
  - 於E21D線提供服務期間，E21線暫停服務，原有由機場前往東涌市中心的乘客，需改為於貨運區轉乘S52。
  - 八達通轉乘安排方面，除往市區的E21D轉往E11A／E11B／E22S及往大嶼山的E11A／E11B／E22S轉往E21D不適用外，皆大致維持重組前的優惠安排。
- 2023年6月18日，全程車費從$14加至$14.5（E21C則由$23加至$23.8）。
- 2023年7月30日：E21D線來回程繞經裕雅苑，並增設怡東路「裕雅苑」及「裕雅商場」站。[9]
- 2023年11月26日：E21及E21D線機場總站遷往航天城交通總匯。[10]

## 服務時間及班次
E21(D)
| 大角咀（維港灣）開   | 大角咀（維港灣）開  | 大角咀（維港灣）開  | 航天城開         | 航天城開                   | 航天城開                   |
| 日期                 | 服務時間            | 班次（分鐘）        | 日期             | 服務時間                   | 班次（分鐘）               |
| -------------------- | ------------------- | ------------------- | ---------------- | -------------------------- | -------------------------- |
| 星期一至五           | 05:30               | 05:30               | 星期一至五       | 05:30、06:00、06:20、06:45 | 05:30、06:00、06:20、06:45 |
| 星期一至五           | 05:42-06:21         | 13                  | 星期一至五       | 07:05-08:50                | 15                         |
| 星期一至五           | 06:35、06:48        | 06:35、06:48        | 星期一至五       | 08:50-13:50                | 20                         |
| 星期一至五           | 07:01、07:20、07:40 | 07:01、07:20、07:40 | 星期一至五       | 14:10-16:50                | 20-30                      |
| 星期一至五           | 07:40-15:50         | 20-30               | 星期一至五       | 16:50-17:05                | 15                         |
| 星期一至五           | 16:10-17:50         | 20                  | 星期一至五       | 17:05-18:05                | 12                         |
| 星期一至五           | 17:50-22:05         | 15                  | 星期一至五       | 18:05-18:20                | 15                         |
| 星期一至五           | 22:05-23:25         | 20                  | 星期一至五       | 18:20-19:00                | 20                         |
| 星期一至五           | 23:40、00:00        | 23:40、00:00        | 星期一至五       | 19:00-00:00                | 30                         |
| 星期六、日及公眾假期 | 05:30               | 05:30               | 星期六           | 05:30-06:30                | 30                         |
| 星期六、日及公眾假期 | 05:42-06:21         | 13                  | 星期六           | 06:30-13:50                | 20                         |
| 星期六、日及公眾假期 | 06:35、06:48        | 06:35、06:48        | 星期六           | 14:10-16:50                | 20                         |
| 星期六、日及公眾假期 | 07:01、07:15、07:35 | 07:01、07:15、07:35 | 星期六           | 16:50-17:05                | 15                         |
| 星期六、日及公眾假期 | 07:50-15:50         | 20                  | 星期六           | 17:05-17:45                | 10                         |
| 星期六、日及公眾假期 | 16:10-23:30         | 20                  | 星期六           | 17:45-19:00                | 15                         |
| 星期六、日及公眾假期 | 00:00               | 00:00               | 星期六           | 19:00-00:00                | 20                         |
|                      |                     |                     | 星期日及公眾假期 | 05:30-06:30                | 30                         |
| 06:30-13:50          | 20                  |                     | 星期日及公眾假期 |                            |                            |
| 14:10-16:50          | 20                  |                     | 星期日及公眾假期 |                            |                            |
| 16:50-19:20          | 15                  |                     | 星期日及公眾假期 |                            |                            |
| 19:20-00:00          | 20                  |                     | 星期日及公眾假期 |                            |                            |

- 藍字班次由E21D線提供服務

E21C
- 星期一至五：
  - 維港灣開：06:30
  - 飛機維修區開：18:05

星期六、日及公眾假期不設服務

## 收費
| 路線   | 全程收費 | 分段收費 |
| ------ | -------- | --- |
| E21(D) | $14.5    | - 維港灣往弼街或之前：$3.7 - 長亨邨亨翠樓往航天城：$8.3 - 東涌消防局（E21）／裕雅苑（E21D）往航天城：$4.2 - 航天城往裕東苑（E21）／裕雅商場（E21D）或之前：$4.2 - 青華苑往維港灣：$6.2 - 美孚往維港灣：$5.0 - 旺角警署往維港灣：$3.7 |
| E21C   | $23.8    | - 不設分段收費 |

| - 本線設有12歲以下小童及65歲或以上長者半價優惠。 - 65歲或以上香港居民使用「樂悠咭」，以及12歲以下合資格殘疾兒童使用「殘疾人士身份」個人八達通繳付車資，均可享有每程$2.0或半價（以較低者為準）的票價優惠；12至64歲合資格殘疾人士使用「殘疾人士身份」個人八達通（包括「樂悠咭」），以及60至64歲香港居民使用「樂悠咭」繳付車資，均可享有每程$2.0或全費（以較低者為準）的票價優惠。 - 65歲或以上長者如使用長者或一般個人八達通繳付車資，則只可享有半價優惠；12至64歲合資格殘疾人士如不使用「殘疾人士身份」個人八達通，以及60至64歲人士如不使用「樂悠咭」繳付車資，必須繳付全費。 - 乘客可以現金或八達通於上車時付款，不設找續。 - 每位成人乘客可免費攜帶最多兩名4歲以下而不佔座位的兒童乘客乘車，超額之4歲以下小童必須繳付小童車費乘車。 - 九龍巴士、城巴及龍運巴士全職員工及家屬（不包括外判職員）可免費乘搭本路線，惟必須拍職員或職員家屬八達通。 - 乘客亦可使用AlipayHK「易乘碼」、支付寶、 WeChatHK／微信支付「搭車碼」、銀聯雲閃付「乘車碼」及BOC Pay「乘車碼」、具有感應式支付功能的VISA、Mastercard及銀聯卡，以及Apple Pay、Google Pay及Samsung Pay流動支付平台繳付車資。使用此支付方式的乘客可享有中途下車之分段收費，以及與其他城巴獨營路線或聯營線城巴班次之轉乘優惠，惟不適用於與非城巴路線之轉乘優惠。使用此支付方式的乘客亦不能享有「公共交通費用補貼計劃」及「長者及合資格殘疾人士公共交通票價優惠計劃」。 - 帶粗體字者為雙向分段收費，乘客必須使用八達通或指定交通二維碼繳費，並於下車前再次確認八達通或掃瞄二維碼，方可享有分段收費優惠。 |

## 八達通轉乘優惠
乘客登上本線後指定時間內以同一張八達通卡轉乘以下路線，或從以下路線登車後指定時間內以同一張八達通卡轉乘本線，次程可獲車資折扣優惠：
E21(D)←→E11/E11B
- E21(D)往維港灣 → E11B往天后，次程可獲$10折扣優惠
- E11B往天后 → E21(D)往維港灣，次程車資全免
- E11B往滿東邨 → E21(D)往機場，次程車資全免
- E21D往機場 → E11A往機場，次程車資全免
- E21(D)往機場 → E11B往滿東邨，次程車資全免

註：E11A往機場→E21(D)往機場 不設轉乘優惠
E21↔E21A/E21D↔E21B，次程車資全免
- E21往機場 → E21A往逸東邨
- E21A往逸東邨 → E21往機場
- E21D往維港灣 → E21B往愛民邨（祇適用於在青嶼幹線巴士轉乘站或之前登上本線的乘客）
- E21B往愛民邨 → E21D往維港灣
- E21A往愛民邨 → E21往維港灣
- E21往維港灣 → E21A往愛民邨（祇適用於在青嶼幹線巴士轉乘站或之前登上本線的乘客）
- E21B往逸東邨 → E21D往機場
- E21D往機場 → E21B往逸東邨

E21(D)←→E22/E22A
- E21D往維港灣 → E22往藍田，次程可獲$10折扣優惠
- E21D往維港灣 → E22A往將軍澳，次程可獲$11折扣優惠
- E22/E22A往機場 → E21D往機場，次程車資全免
- E21D往機場 → E22/E22A往機場，次程車資全免

註：互轉E22P/E22S/E22X線不設轉乘優惠
E21(D)←→ E23(A)
- E21(D)往維港灣 → E23(A)往慈雲山，次程可獲$14折扣優惠（祇適用於在機場博覽館登上本線的乘客，並於機場（地面運輸中心）巴士總站轉乘E23(A)線方可享有此優惠）
- E21D往維港灣 → E23往慈雲山，次程可獲$10折扣優惠（祇適用於在東涌北一帶登上E21D線的乘客，並於青嶼幹線巴士轉乘站轉乘E23線方可享有此優惠）
- E23(A)往機場 → E21(D)往機場，次程車資全免（祇適用於在青嶼幹線巴士轉乘站之前登上E23線的乘客，並於青嶼幹線巴士轉乘站之後的車站轉乘本線方可享有此優惠）
- E21(D)往機場 → E23A往機場，次程車資全免（祇適用於在青嶼幹線巴士轉乘站或之前登上本線的乘客）

E21(D) → 城巴機場快線
- E21(D)往維港灣 → A10、A11、A12、A21、A22或A29往市區，次程可獲$14折扣優惠（祇適用於在機場博覽館登上本線的乘客，並於機場（地面運輸中心）巴士總站轉乘各A線方可享有此優惠）
- E21(D)往維港灣 → A10往鴨脷洲，次程可獲$6折扣優惠（於機場（地面運輸中心）之後登上本線的乘客，在青嶼幹線巴士轉乘站轉乘）
- E21(D)往維港灣 → A11往北角碼頭，次程可獲$8折扣優惠（於機場（地面運輸中心）之後登上本線的乘客，在青嶼幹線巴士轉乘站轉乘）
- E21(D)往維港灣 → A12往小西灣，次程可獲$3折扣優惠（於機場（地面運輸中心）之後登上本線的乘客，在青嶼幹線巴士轉乘站轉乘）
- E21(D)往維港灣 → A21往紅磡站，次程可獲$7折扣優惠（於機場（地面運輸中心）之後登上本線的乘客，在青嶼幹線巴士轉乘站轉乘）
- E21(D)往維港灣 → A22往藍田站，次程可獲$1折扣優惠（於機場（地面運輸中心）之後登上本線的乘客，在青嶼幹線巴士轉乘站轉乘）
- E21(D)往維港灣 → A29往將軍澳，次程可獲$1折扣優惠（於機場（地面運輸中心）之後登上本線的乘客，在青嶼幹線巴士轉乘站轉乘）

E21(D)←→東涌／赤鱲角路線
- E21(D)往機場 → S52/S52P、龍運巴士E31、新大嶼山巴士37M/37H或38往逸東邨／東涌北，次程可獲$1折扣優惠
- E21(D)往機場 → S52往飛機維修區，次程可獲$0.5折扣優惠（祇適用於在青嶼幹線巴士轉乘站或之前登上本線的乘客）
- E21(D)往維港灣 → S52往飛機維修區，次程可獲$1折扣優惠
- E21(D)往維港灣 → S52往逸東邨，次程車資全免（祇適用於在機場貨運區或之前下車，並使用同一張八達通卡再拍卡一次的路線E21乘客）

E21(D)←→R8，次程可獲$1折扣優惠
- E21(D)往機場 → R8往迪士尼樂園
- R8往青嶼幹線巴士轉乘站 → E21(D)往維港灣

E21(D)→701、971
- E21(D)往大角咀→701、971往海麗邨，次程免費

## 行車路線
E21(D)
維港灣開經：海帆道、櫻桃街、連翔道、海輝道、深旺道、櫻桃街、大角咀道、未命名路、亞皆老街、新填地街、旺角道、彌敦道、長沙灣道、荔枝角道、葵涌道、荃灣路、荃青交匯處、青荃橋、擔桿山交匯處、楓樹窩路、青衣西路、長青公路、青衣西北交匯處、青嶼幹線、北大嶼山公路、東涌東交匯處、裕東路、順東路、赤鱲角南路、駿運路、駿運路交匯處、航膳西路、駿運路交匯處、觀景路、東岸路、機場路、暢連路、暢達路、機場北交匯處、航天城路及航天城第二街。
E21D依E21原線駛至東涌東交匯處後，改經怡東路（北行）、掉頭、怡東路（南行）、東涌海濱路、惠東路、文東路、迎東路、迎禧路、東涌海濱路，然後返回赤鱲角南路E21原線，而不經有斜體字之路段。
航天城開經：航天城第三街、航天城東路、航天城交匯處、暢連路、機場南交匯處、暢連路、機場（地面運輸中心）巴士總站、暢連路、機場南交匯處、機場路、東岸路、觀景路、駿明路、觀景路、駿運路交匯處、航膳西路、駿運路交匯處、駿運路、駿坪路、赤鱲角南路、順東路、達東路、順東路、裕東路、東涌東交匯處、北大嶼山公路、青嶼幹線、青衣西北交匯處、長青公路、青衣西路、楓樹窩路、擔桿山交匯處、青荃橋、荃青交匯處、荃灣路、葵涌道、長沙灣道、彌敦道、旺角道、西洋菜南街、亞皆老街、櫻桃街、深旺道、海輝道及海帆道。
E21D依E21原線駛至赤鱲角南路後，改經東涌海濱路、東涌新發展碼頭、東涌海濱路、惠東路、文東路、迎東路、迎禧路、怡東路（北行）、掉頭、怡東路（南行），然後返回東涌東交匯處E21原線，而有斜體字之路段。
之路段。
E21C
維港灣開經：海帆道、櫻桃街、連翔道、海輝道、深旺道、櫻桃街、大角咀道、未命名路、亞皆老街、新填地街、旺角道、彌敦道、長沙灣道、荔枝角道、葵涌道、荃灣路、荃青交匯處、青荃路、青衣北岸公路、青衣西北交匯處、青嶼幹線、北大嶼山公路、機場路、支路、駿運路交匯處、觀景路、觀景路迴旋處、觀景路、駿運路交匯處、駿運路、駿坪路及南環路。
飛機維修區開經：南環路、駿坪路、駿運路、駿運路交匯處、觀景路、觀景路迴旋處、觀景路、駿明路、觀景路、駿運路交匯處、支路、北大嶼山公路、青嶼幹線、青衣西北交匯處、青衣北岸公路、青荃路、荃青交匯處、荃灣路、葵涌道、長沙灣道、彌敦道、旺角道、西洋菜南街、亞皆老街、櫻桃街、海輝道及海帆道。

### 沿線車站

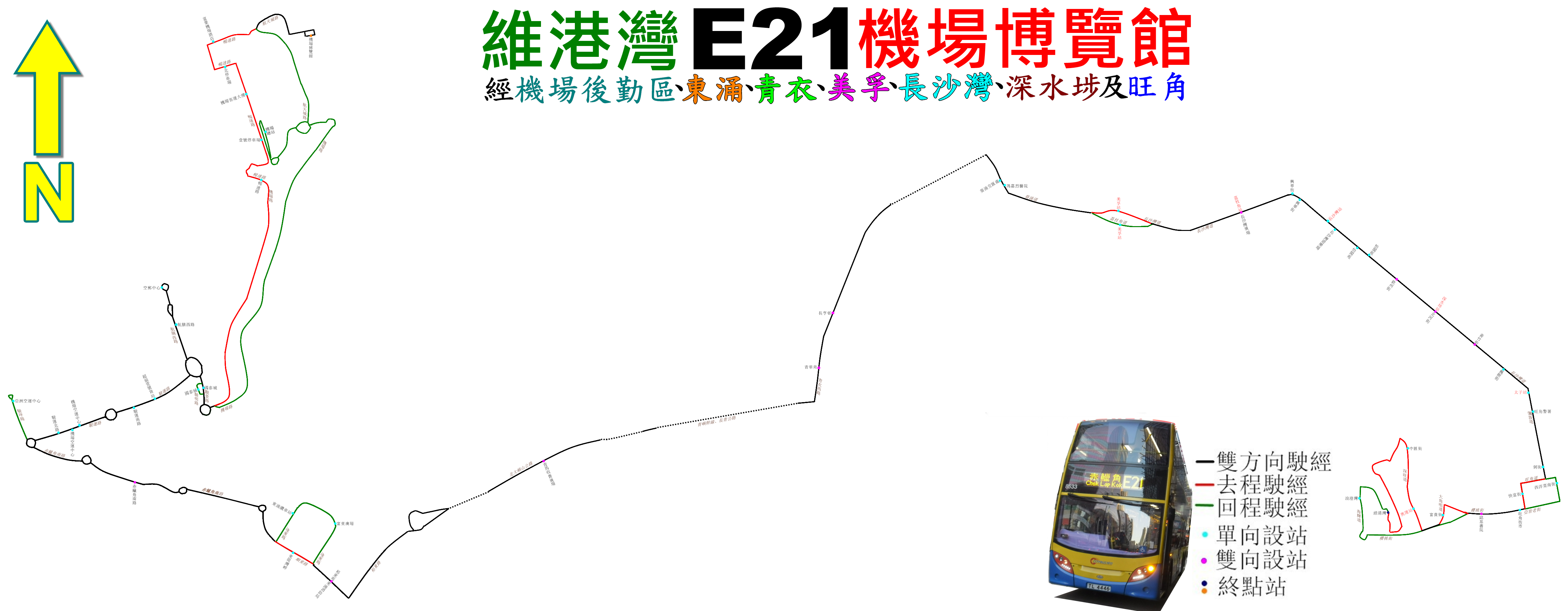
E21線的走線圖

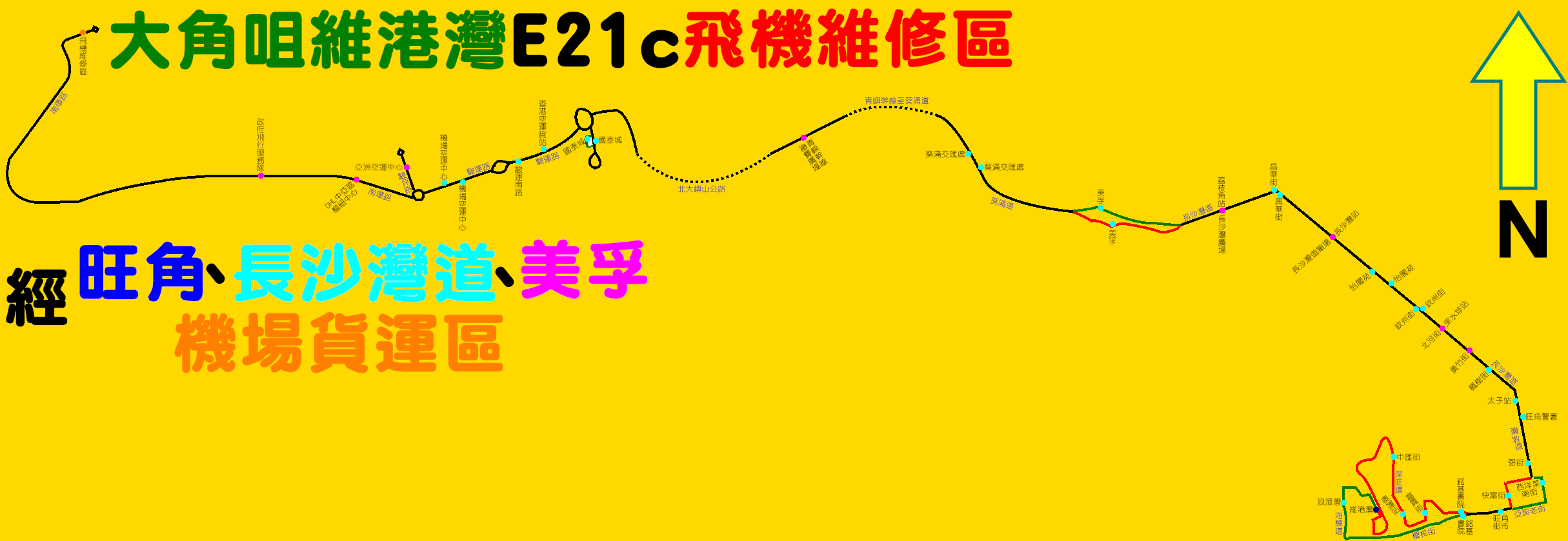
E21C線的走線圖

E21(D)
| 大角咀（維港灣）開 | 大角咀（維港灣）開 | 大角咀（維港灣）開             | 航天城開 | 航天城開             | 航天城開                       |
| 序號               | 車站名稱           | 位置                           | 序號     | 車站名稱             | 位置                           |
| ------------------ | ------------------ | ------------------------------ | -------- | -------------------- | ------------------------------ |
| 1                  | 維港灣             | 大角咀（維港灣）公共運輸交匯處 | 1        | 航天城               | 航天城交通總匯                 |
| 2                  | 中匯街             | 深旺道                         | 2        | 機場（地面運輸中心） | 機場（地面運輸中心）巴士總站   |
| 3                  | 奧運站             | 深旺道                         | 3        | 國泰城               | 駿明路                         |
| 4                  | 富貴街             | 大角咀道                       | 4        | 機場警署             | 航膳西路                       |
| 5                  | 銘基書院           | 櫻桃街                         | 5        | 駿運南路             | 駿運路                         |
| 6                  | 快富街             | 新填地街                       | 6        | 機場空運中心         | 駿運路                         |
| 7                  | 弼街               | 彌敦道                         | 7        | 亞洲空運中心         | 駿坪路                         |
| 8                  | 太子站             | 彌敦道                         | 8        | 赤鱲角南路           | 赤鱲角南路                     |
| 9                  | 楓樹街             | 長沙灣道                       | 9*       | 東涌纜車站           | 達東路                         |
| 10                 | 黃竹街             | 長沙灣道                       | 10*      | 富東商場             | 達東路                         |
| 11                 | 北河街             | 長沙灣道                       | 11*      | 裕東苑               | 順東路                         |
| 12                 | 欽州街             | 長沙灣道                       | #        | 東涌新發展碼頭       | 東涌新發展碼頭巴士總站         |
| 13                 | 怡閣苑             | 長沙灣道                       | #        | 海堤灣畔             | 惠東路                         |
| 14                 | 長沙灣遊樂場       | 長沙灣道                       | #        | 藍天海岸             | 文東路                         |
| 15                 | 興華街             | 長沙灣道                       | #        | 映灣園二期           | 文東路                         |
| 16                 | 長沙灣廣場         | 長沙灣道                       | #        | 映灣園一期           | 文東路                         |
| 17                 | 美孚               | 荔枝角道                       | #        | 昇薈                 | 迎東路                         |
| 18                 | 葵涌交匯處         | 葵涌道                         | #        | 迎東邨               | 迎東路                         |
| 19                 | 長亨邨亨翠樓       | 青衣西路                       | #        | 迎禧路               | 迎禧路                         |
| 20                 | 青華苑             | 青衣西路                       | #        | 裕雅苑               | 怡東路                         |
| 21                 | 青嶼幹線巴士轉乘站 | 北大嶼山公路                   | #        | 裕雅商場             | 怡東路                         |
| 22*                | 東涌消防局         | 順東路                         | 12       | 青嶼幹線巴士轉乘站   | 北大嶼山公路                   |
| 23*                | 東堤灣畔           | 順東路                         | 13       | 青華苑               | 青衣西路                       |
| #                  | 裕雅苑             | 怡東路                         | 14       | 長亨邨               | 青衣西路                       |
| #                  | 裕雅商場           | 怡東路                         | 15       | 葵涌交匯處           | 葵涌道                         |
| #                  | 海堤灣畔           | 惠東路                         | 16       | 美孚                 | 長沙灣道                       |
| #                  | 藍天海岸           | 文東路                         | 17       | 荔枝角站             | 長沙灣道                       |
| #                  | 映灣園二期         | 文東路                         | 18       | 昌華街               | 長沙灣道                       |
| #                  | 映灣園一期         | 文東路                         | 19       | 長沙灣站             | 長沙灣道                       |
| #                  | 昇薈               | 迎東路                         | 20       | 怡閣苑               | 長沙灣道                       |
| #                  | 迎東邨             | 迎東路                         | 21       | 欽州街               | 長沙灣道                       |
| #                  | 迎禧路             | 迎禧路                         | 22       | 深水埗站             | 長沙灣道                       |
| 24                 | 赤鱲角南路         | 赤鱲角南路                     | 23       | 黃竹街               | 長沙灣道                       |
| 25                 | 機場空運中心       | 駿運路                         | 24       | 旺角警署             | 彌敦道                         |
| 26                 | 香港空運貨站       | 駿運路                         | 25       | 西洋菜南街           | 西洋菜南街                     |
| 27                 | 空郵中心           | 航膳西路                       | 26       | 旺角街市             | 亞皆老街                       |
| 28                 | 國泰城             | 觀景路                         | 27       | 銘基書院             | 櫻桃街                         |
| 29                 | 國泰城（東）       | 東岸路                         | 28       | 帝柏海灣             | 櫻桃街                         |
| 30                 | 二號檢查閘         | 暢連路                         | 29       | 奧運站               | 深旺道                         |
| 31                 | 一號停車場         | 暢達路                         | 30       | 君匯港               | 深旺道                         |
| 32                 | 一號客運大樓（北） | 暢達路                         | 31       | 維港灣               | 大角咀（維港灣）公共運輸交匯處 |
| 33                 | 富豪機場酒店       | 暢達路                         |          |                      |                                |
| 34                 | 航天城             | 航天城交通總匯                 |          |                      |                                |

- E21D線不停有*號之車站，並改停有#號之車站。

E21C
| 大角咀（維港灣）開 | 大角咀（維港灣）開 | 大角咀（維港灣）開             | 飛機維修區開 | 飛機維修區開       | 飛機維修區開                   |
| 序號               | 車站名稱           | 位置                           | 序號         | 車站名稱           | 位置                           |
| ------------------ | ------------------ | ------------------------------ | ------------ | ------------------ | ------------------------------ |
| 1                  | 維港灣             | 大角咀（維港灣）公共運輸交匯處 | 1            | 飛機維修區         | 南環路                         |
| 2                  | 中匯街             | 深旺道                         | 2            | 政府飛行服務隊     | 南環路                         |
| 3                  | 奧運站             | 深旺道                         | 3            | DHL中亞區樞紐中心  | 南環路                         |
| 4                  | 富貴街             | 大角咀道                       | 4            | 亞洲空運中心       | 駿坪路                         |
| 5                  | 銘基書院           | 櫻桃街                         | 5            | 機場空運中心       | 駿運路                         |
| 6                  | 快富街             | 新填地街                       | 6            | 香港空運貨站       | 駿運路                         |
| 7                  | 弼街               | 彌敦道                         | 7            | 國泰城             | 駿明路                         |
| 8                  | 太子站             | 彌敦道                         | 8            | 青嶼幹線巴士轉乘站 | 北大嶼山公路                   |
| 9                  | 楓樹街             | 長沙灣道                       | 9            | 葵涌交匯處         | 葵涌道                         |
| 10                 | 黃竹街             | 長沙灣道                       | 10           | 美孚               | 長沙灣道                       |
| 11                 | 北河街             | 長沙灣道                       | 11           | 荔枝角站           | 長沙灣道                       |
| 12                 | 欽州街             | 長沙灣道                       | 12           | 昌華街             | 長沙灣道                       |
| 13                 | 怡閣苑             | 長沙灣道                       | 13           | 長沙灣站           | 長沙灣道                       |
| 14                 | 長沙灣遊樂場       | 長沙灣道                       | 14           | 怡閣苑             | 長沙灣道                       |
| 15                 | 興華街             | 長沙灣道                       | 15           | 欽州街             | 長沙灣道                       |
| 16                 | 長沙灣廣場         | 長沙灣道                       | 16           | 深水埗站           | 長沙灣道                       |
| 17                 | 美孚               | 荔枝角道                       | 17           | 黃竹街             | 長沙灣道                       |
| 18                 | 葵涌交匯處         | 葵涌道                         | 18           | 旺角警署           | 彌敦道                         |
| 19                 | 青嶼幹線巴士轉乘站 | 北大嶼山公路                   | 19           | 西洋菜南街         | 西洋菜南街                     |
| 20                 | 國泰城             | 觀景路                         | 20           | 旺角街市           | 亞皆老街                       |
| 21                 | 駿運南路           | 駿運路                         | 21           | 銘基書院           | 櫻桃街                         |
| 22                 | 機場空運中心       | 駿運路                         | 22           | 浪澄灣             | 海輝道                         |
| 23                 | 亞洲空運中心       | 駿坪路                         | 23           | 維港灣             | 大角咀（維港灣）公共運輸交匯處 |
| 24                 | DHL中亞區樞紐中心  | 南環路                         |              |                    |                                |
| 25                 | 政府飛行服務隊     | 南環路                         |              |                    |                                |
| 26                 | 飛機維修區         | 南環路                         |              |                    |                                |

## 客量
E21線是旺角及深水埗往來大嶼山及機場的主要路線，縱使有車程更快的E21A（不經青衣）及A20線，但前者於大嶼山只服務東涌，而城巴在2020年起暫停後者服務；加上往機場方向於青衣設有比龍運巴士更便宜的分段收費，故一直客量高企，清晨往機場及黃昏往市區班次經常滿載。不過城巴在2023年提供A23線假日服務後，深水埗至美孚一帶居民有更快捷往來機場及港珠澳大橋香港口岸的選擇，使城巴有理由進一步削減E21路線服務。

## 小資料
本路線曾發生一段小插曲，是因為何文田居民一直要求有全日來往機場的巴士路線，運輸署便於2006-07年度路線發展計劃中，建議本路線由維港灣遷往愛民，但原來票價需要由$14加價至$17，結果被區議員及居民以來往機場的服務繼A21之後再次被削減及票價增加而予以強烈反對，計劃便修改至E21A總站由維港灣遷往愛民，而愛民來往機場的服務由八達通巴士轉乘計劃提供。
因應城巴原有的半豪華版Dennis Trident 12米（22XX）年事已高，城巴於2014年新購入的70輛亞歷山大丹尼士Enviro 500 MMC 12米巴士當中，其中30輛為設有行李架的版本（編號為8507-8536），左邊車身的側牌改用加長版電子路線牌，顯示路線編號及目的地，同款巴士已於2015年1月起陸續出牌，並成為本路線主力車隊。
另外，城巴於2015年訂購133輛配Facelift MKII車身的亞歷山大丹尼士Enviro 500 MMC 12.8米雙層低地台空調巴士量產版，其中49輛設有行李架的版本，編號定為6501-6549，行李架旁的車窗以金屬面板代替，編定行走城巴北大嶼山路線。繼城巴北大嶼山路線E11 / E11A線後，本路線於2016年3月23日起亦引入該批巴士行走，成為首條引入12.8米「巨無霸巴士」作常用車往返機場／北大嶼山至九龍市區的巴士路線，也是首條採用該款巴士而服務彌敦道（旺角低排放區）、長沙灣道及美孚路段的巴士路線。
值得一提，E21線為城巴目前所有北大嶼山對外巴士路線中，僅有於青衣設站的路線。
自城巴在1999年將A21路線改道及2020年因為新冠病毒疫情暫停A20路線服務後，此路線是唯一由機場前往大角咀的巴士路線，但由於路線冗長，途經機場後勤區、東涌、青衣及深水埗多個地點，乘搭全程者不多，該路線曾經發生乘客乘車過久在車廂內猝死的事件。

## 外部連結
- http://www.681busterminal.com/e21.html （页面存档备份，存于）
- http://www.681busterminal.com/e21c.html （页面存档备份，存于）
- http://www.681busterminal.com/e21d.html （页面存档备份，存于）
- 城巴E21線官方路線資料 （页面存档备份，存于）
- 城巴E21C線官方路線資料 （页面存档备份，存于）
- 城巴E21線官方路線資料 （页面存档备份，存于）